# Irena Svobodová
Irena Svobodová, rozená Stratilová, (10. ledna 1901 Cvrčovice – 17. července 1980 Praha) byla první dáma Československa a manželka sedmého československého prezidenta Ludvíka Svobody.

## Život
Irena Stratilová se narodila v rodině mlynáře. Ve 22 letech se na vojenském plese v Kroměříži seznámila s kapitánem Ludvíkem Svobodou. Církevní svatbu měli 11. června 1923 na Velehradě. Krátce po svatbě se přestěhovali na Podkarpatskou Rus, kde Svoboda sloužil jako důstojník Československé armády. V Kroměříži se jim 15. května 1924 narodil syn Miroslav a 4. prosince 1925 se v Užhorodu narodila dcera Zoe. Později se rodina Svobodova vrátila na Moravu.
Po obsazení Čech a Moravy německými vojsky odešel Ludvík Svoboda se souhlasem manželky Ireny ilegálně do Polska. Irena Svobodová spolu se svou rodinou spolupracovala mimo jiné s odbojovou skupinou, členy výsadku S1/R, který byl vyslán československou vojenskou misí v SSSR, pomáhala rodinám zatčených gestapem a zásobovala je potravinami. Také se podílela na organizaci útěků důstojníků do Polska. Jeden z parašutistů z výsadku S1/R však nevydržel mučení při výsleších a prozradil, že je aktivní v odboji. Poté gestapo přišlo na jejich stopu a celou skupinu v listopadu 1941 zatklo. Jediný syn manželů Svobodových Miroslav byl ve svých necelých 18 letech zavražděn v koncentračním táboře Mauthausen. Tam byli popraveni i oba bratři Ireny Svobodové Jaroslav a Eduard Stratilovi a Svobodův synovec Jan Doležal. V koncentračním táboře Ravensbrück byla zavražděna Anežka Stratilová, matka Ireny Svobodové. Dalších 15 členů z obou rodin manželů Svobodových bylo tři roky vězněno v internačním táboře ve Svatobořicích na Moravě.
Samotná Irena Svobodová s dospívající dcerou Zoe unikly zatčení a od listopadu 1941 do května 1945 se skrývaly u statečných a obětavých lidí na Moravě. S jejich ukrýváním pomáhal mimo jiné katolický kněz Jan Dokulil, působící v Uhřínově, který byl švagrem katolického básníka a spisovatele Jana Zahradníčka. V posledních letech války, tedy od roku 1943 do května 1945, se Irena a Zoe Svobodovy ukrývaly v obci Džbánice blízko Moravského Krumlova.
Po válce se Irena Svobodová angažovala v Červeném kříži a doprovázela svého manžela jako ministra národní obrany a armádního generála na různá oficiální setkání, která ovšem neměla ráda. Ministrem zůstal i po únoru 1948, ale postupně ztrácel důvěru vedení KSČ a v dubnu 1950 byl z funkce odvolán. Byl jmenován náměstkem předsedy vlády, pověřeným vedením Čs. státního výboru pro tělesnou výchovu a sport. V září 1951 byl však odvolán i z této funkce a Svobodovi odešli do jeho rodiště – Hroznatína, kde pomáhali založit JZD. Poté, v listopadu roku 1952, byl Svoboda uvězněn a obviněn ze sabotáže. Propuštěn byl po několika výsleších v prosinci téhož roku, avšak rehabilitován byl až po Chruščovově přímluvě v roce 1954 a krátce nato se s manželkou vrátili zpět do Prahy.
Po zvolení Ludvíka Svobody prezidentem (1968) se Irena Svobodová stala první dámou Československa a starala se o prezidentskou domácnost. Odmítla bezplatné zásobování prezidentské kuchyně, a proto platila za vše jako všichni ostatní, podílela se na projektu SOS dětských vesniček. Mezi zaměstnanci hradu byla velmi oblíbená.
Po manželově vynuceném odchodu z prezidentského úřadu (1975) oba dožili zbytek života v Praze. Irena Svobodová přežila svého manžela o 10 měsíců.